# St. Nikolaus (Pfersdorf)

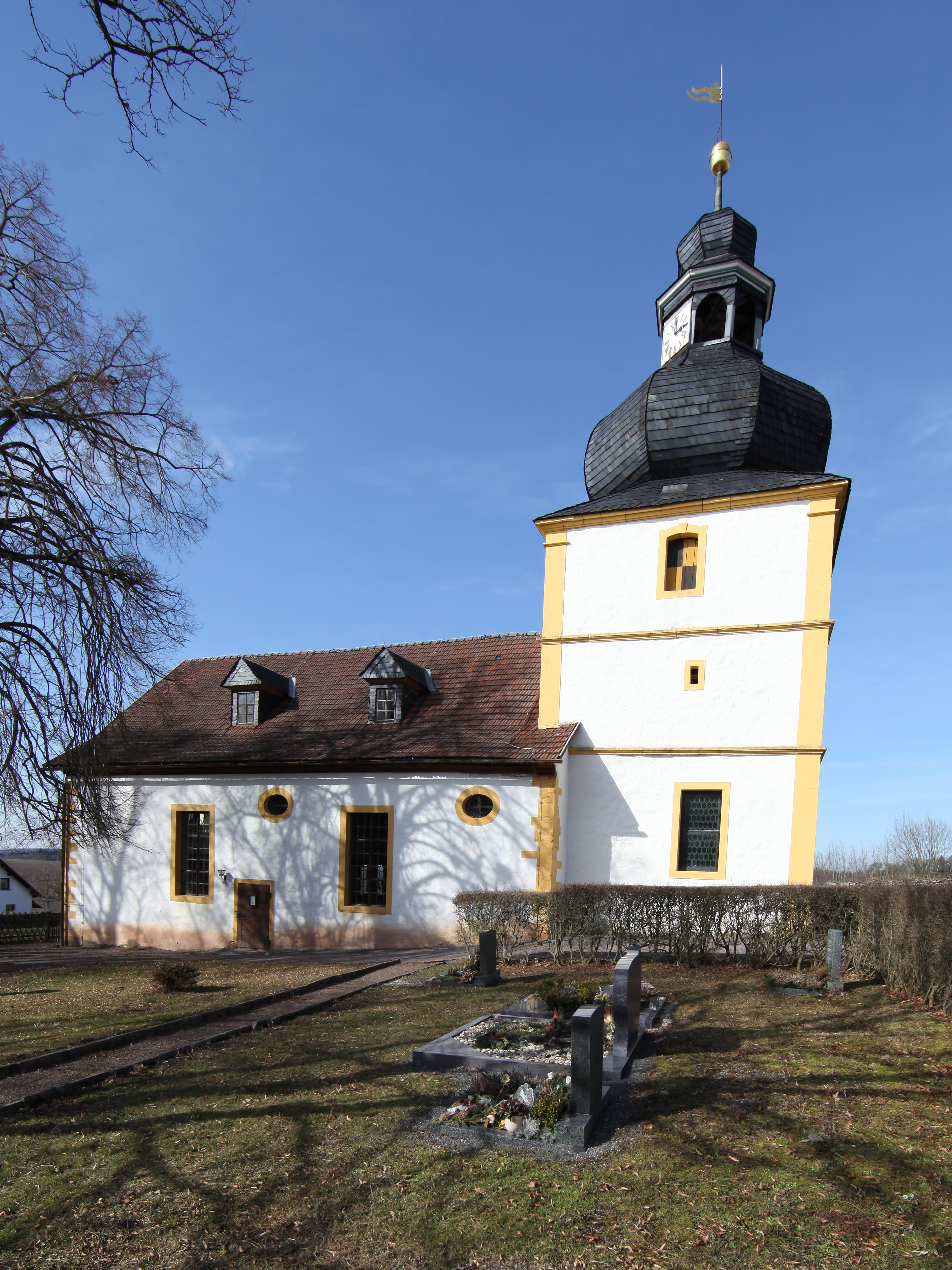
St. Nikolaus

Die denkmalgeschützte evangelisch-lutherische Dorfkirche St. Nikolaus steht oberhalb des Dorfes als höchstgelegenes Gebäude im Ortsteil Pfersdorf der Stadt Hildburghausen im gleichnamigen Kreis in Thüringen.
Bereits vor der urkundlichen Ersterwähnung des Ortes am 12. April 912 soll eine Kirche vorhanden gewesen sein. Die heutige Kirche hat noch Bauteile aus romanischer Zeit, vor allem die Sakristei, die 1974 bis 1978 baulich gesichert werden musste, wobei ein Fenster aus vorreformatorischer Zeit freigelegt wurde. Ihre jetzige Gestalt mit barockem Turm und Schiff geht auf Baumaßnahmen im Jahre 1714 zurück. Das Kirchenschiff wurde vergrößert und die Emporen eingebaut. Der Dorffriedhof mit einer Trockenmauer, seit 1578 nachgewiesen, umgibt die Kirche. Eine interne Gruftreihe mit Begräbnisrecht für die Gutsherren gab es auch.
Unter den Glocken im Turm befindet sich aus dem Jahr 1506 eine in Franken gegossene Bronzeglocke. An ihr steht lateinisch geschrieben der Name „Maria Magdalena“ sowie „Sant Nikolas“. Die Orgel von 1716, ein Werk des Hildburghäuser Orgelbauers Caspar Schippel, ist das älteste erhaltene Werk im gesamten Landkreis.